# 水曜流行研究室エレきてる!
水曜流行研究室エレきてる!（すいようりゅうこうけんきゅうしつえれきてる）とは、2009年4月1日から2011年3月30日までエフエム秋田で毎週水曜日午後6時から6時55分まで放送されていたラジオ番組。
パーソナリティ（番組上の肩書きは「研究員」）は畠山崇、佐々木舞子。
「世の中でいま何が流行しているのか、何がえらい“きてる”のかを研究する」がコンセプト。流行の音楽やグッズなどをチャート、ランキング形式で、県内のショップレポート、さらには話題の人やアーティストをゲストに迎えたりして、最新のえらいきてる ”エレきてる”な話題を届けるとともに、ラジオの前のリスナーを対象にしたリアルタイムな意識調査を行なって、集計結果を「本日のエレキランキング」として発表していた。

## 主なコーナー
- 音楽エレキランキング

オリコンチャートなどの邦楽ランキングを元に独自集計したチャートを発表
- 注目エレキランキング

音楽以外の注目のチャートを発表
- いっしょにエキマエ！カオカ倶楽部

秋田エキマエのお得情報・最新情報を紹介
- 検索NOW

放送中に、今現在WEB検索されている単語をリアルタムで伝え、今世の中で何が話題になっているのか研究。番組時間内での変動も実況していた。
- エレキリサーチ

リスナーにちょっとした質問（メールテーマ）を募集し、番組終了までに集計し、発表していた。